# Tvojim željama vođen
Tvojim željama vođen deveti je album sarajevskog sastava Crvena jabuka.
Godine 2002 . Crvena jabuka gostovala je u Herceg Novom s obradom hita Indexa "Sanjam" . U listopadu su počeli snimati novi materijal, a prosinca iste godine album je ugledao svjetlo dana. Snimljeni su video spotovi za pjesme "Boje kišnog neba", „Principessa“ kao i za naslovnu skladbu. U Beogradu početkom 2003. godine na dodjeli Oskara popularnosti proglašena najpopularnijom pop grupom. U svibnju iste godine održali su koncert u beogradskom Sava centru, što će biti njihov prvi koncert nakon raspada Jugoslavije.

## Popis pjesama
1. "Tvojim željama vođen"
2. "Boje kišnog neba"
3. "Principessa"
4. "Gluho doba"
5. "Nek' ti je prosto"
6. "Za svaku boru"
7. "Nova ljubav (Z. Fazlić)"
8. "Sanjam"
9. "Mjeseče, reci"
10. "Kad te jednom pitam"
11. "Došla od Boga"

## Izvođači
- Dražen Žerić - vokal
- Darko Jelčić - bubnjevi
- Nikša Bratoš - gitare
- Krešimir Kaštelan - bas
- Damir Gonz - gitare
- Josip Andrić - klavijature

## Vanjske poveznice
- Pjesme s albuma Tvojim željama led